# Galactus
Galactus (biệt danh: Kẻ ăn hành tinh) là một nhân vật siêu phản diện hư cấu xuất hiện trong truyện tranh của Mỹ xuất bản bởi Marvel Comics. Galactus được sáng tạo bởi các hoạ sĩ Stan Lee và Jack Kirby, ra mắt lần đầu tiên trong Fantastic Four #48; xuất bản vào tháng 3 năm 1966.
Galactus còn xuất hiện trong các arcade game, video game, loạt phim hoạt hình,... của Marvel và phim điện ảnh Fantastic Four: Rise of the Silver Surfer năm 2007.